# Sternotomis gama
Sternotomis gama är en skalbaggsart som beskrevs av Charles Coquerel 1861. Sternotomis gama ingår i släktet Sternotomis och familjen långhorningar.
Artens utbredningsområde är:
- Angola.
- Benin.
- Kenya.

Inga underarter finns listade i Catalogue of Life.